# Tasman Series 1974
Tasman Series 1974 var ett race som vanns av Peter Gethin.

## Delsegrare
| Datum       | Bana             | Vinnare        |
| ----------- | ---------------- | -------------- |
| 5 januari   | Levin            | Johnnie Walker |
| 12 januari  | Pukekohe         | Peter Gethin   |
| 19 januari  | Wigram           | John McCormack |
| 26 januari  | Teretonga        | Max Stewart    |
| 3 februari  | Oran Park        | Max Stewart    |
| 10 februari | Surfers Paradise | Teddy Pilette  |
| 17 februari | Sandown          | Peter Gethin   |
| 24 februari | Adelaide         | Warwick Brown  |

## Slutställning
| Plats | Förare          | Poäng |
| ----- | --------------- | ----- |
| 1     | Peter Gethin    | 41    |
| 2     | Max Stewart     | 26    |
| 3     | Teddy Pilette   | 22    |
| 4     | Johnnie Walker  | 21    |
| 5     | John McCormack  | 21    |
| 6     | Warwick Brown   | 19    |
| 7     | Graham McRae    | 13    |
| 8     | Graeme Lawrence | 9     |